# Lokomotiva Dringos

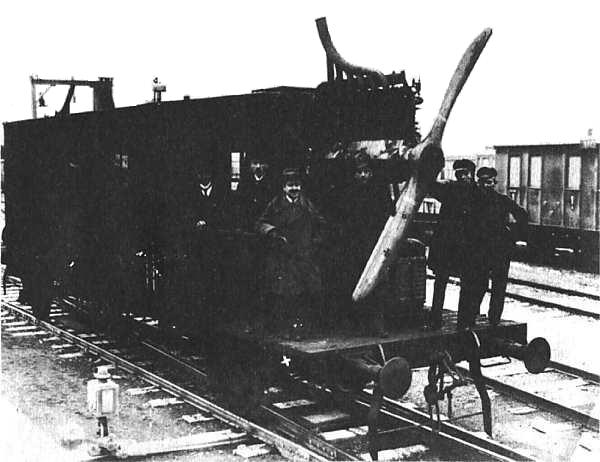
Lokomotiva Dringos

Lokomotiva Dringos je pravděpodobně nejstarší funkční lokomotiva, která byla poháněna leteckou vrtulí. Konstrukce této lokomotivy pochází z Německa, z roku 1919.

## Historie
Princip lokomotivy si nechal patentovat Dr. Ing. Otto Steinitz a prototyp postavil pod licencí společnosti Luftfahrt v Grünewaldu na předměstí Berlína. Lokomotiva byla úspěšně vyzkoušena 11. května 1919 na trati z Grünewaldu do Beelitzu. Praktické využití lokomotivy však není známo, ředitelství železnic o tuto konstrukci neprojevilo zájem. Tato lokomotiva byla zprovozněna dříve než ruský Aerovagon (1921) a pozdější Kolejový Zeppelin (1931).

## Konstrukce
Pohon lokomotivy zajišťovaly 2 vrtule, každá umístěná na jednom čele lokomotivy.. Pro pohon byl použit letecký 6 válcový řadový motor, původně určený pro vojenské použití. Důvodem použití takovýchto motorů byl i fakt, že Německo po 1. světové válce mělo zničit vojenský materiál. Jako podvozek pro konstrukci prototypu byl použit starý plošinový vůz.
Lokomotiva byla zkoušena na trati Grünewald - Beelitz, kde dosáhla i udržela rychlost 60 km/h, pravděpodobně by dosáhla i vyšší rychlosti, ale toto nebylo zkoušeno z důvodu nedostatečného brzdového systému a nevhodného podvozku. Při zkouškách bylo na lokomotivě přepraveno asi 40 osob z řad úředníků vlády a parlamentu.